# Ruta de Illinois 41
La Ruta de Illinois 41, y abreviada IL 41 (en inglés: Illinois Route 41) es una carretera estatal estadounidense ubicada en el estado de Illinois. La carretera inicia en el sur desde la US 136     en Adair hacia el norte en la US 34  , IL 164   en Galesburg. La carretera tiene una longitud de 60,4 km (37.53 mi).

## Mantenimiento
Al igual que las autopistas interestatales, y las rutas federales y el resto de carreteras estatales, la Ruta de Illinois 41 es administrada y mantenida por el Departamento de Transporte de Illinois por sus siglas en inglés IDOT.